# 信濃川藤四郎
信濃川 藤四郎（しなのがわ とうしろう、1919年8月8日 - 1995年10月3日）は、新潟県新潟市中央区古町出身で鏡山部屋、伊勢ヶ濱部屋に所属した元大相撲力士。本名は中川 藤四郎(なかがわ とうしろう)。15代間垣。173cm、84kg。最高位は西十両10枚目格（番付外）。番付上の最高位は東十両14枚目。得意技は左四つ、寄り。

## 経歴
1936年5月場所初土俵。1939年1月場所で現役最終出場場所となる出羽ヶ嶽文治郎と対戦し、足取りで白星を挙げた。十両を目前にした1940年5月から応召。1943年に一旦復帰するが、今度は終戦後にシベリア抑留に遭い、1949年9月にようやく部屋に戻ることができた。1950年5月場所に番付外十枚目格で復帰。シベリア抑留中が無ければ1944年1月場所後に十両に昇進していたため、抑留中は十両に在位していたものと扱われた。1950年9月場所に番付に載ったが、既に全盛期を過ぎており、3場所務めるも勝ち越すことはできずに引退。15代間垣襲名も1958年9月廃業した。廃業後は愛知県名古屋市で有限会社「中川ビニール工業所」を経営した。

## 主な成績
- 通算成績：60勝62敗1休  勝率.492
- 十両成績：18勝27敗  勝率.400
- 現役在位：28場所
- 十両在位：16場所

### 場所別成績
| 1936年 （昭和11年） | x                  | （前相撲）              | x                |
| 1937年 （昭和12年） | 新序 1–2           | 東序ノ口2枚目 3–4       | x                |
| 1938年 （昭和13年） | 東序二段32枚目 4–3 | 西三段目47枚目 5–2      | x                |
| 1939年 （昭和14年） | 西三段目9枚目 5–2  | 西幕下23枚目 5–3        | x                |
| 1940年 （昭和15年） | 東幕下13枚目 5–3   | 西幕下 –                | x                |
| 1941年 （昭和16年） | x                  | x                       | x                |
| 1942年 （昭和17年） | x                  | x                       | x                |
| 1943年 （昭和18年） | x                  | 西幕下3枚目 3–4–1       | x                |
| 1944年 （昭和19年） | 西幕下9枚目 6–2    | x                       | x                |
| 1945年 （昭和20年） | x                  | x                       | x                |
| 1946年 （昭和21年） | x                  | x                       | x                |
| 1947年 （昭和22年） | x                  | x                       | x                |
| 1948年 （昭和23年） | x                  | x                       | x                |
| 1949年 （昭和24年） | x                  | x                       | x                |
| 1950年 （昭和25年） | x                  | 西十両 6–9              | 東十両14枚目 7–8 |
| 1951年 （昭和26年） | 東十両15枚目 5–10  | 西幕下4枚目 引退 5–10–0 | x                |
| 各欄の数字は、「勝ち-負け-休場」を示す。 優勝 引退 休場 十両 幕下 三賞：敢=敢闘賞、殊=殊勲賞、技=技能賞 その他：★=金星 番付階級：幕内 - 十両 - 幕下 - 三段目 - 序二段 - 序ノ口 幕内序列：横綱 - 大関 - 関脇 - 小結 - 前頭（「#数字」は各位内の序列） |                    |                         |                  |

## 改名歴
- 信濃川 藤四郎（しなのがわ とうしろう）1936年5月場所 - 1951年5月場所